# Fontaine-Mâcon

Fontaine-Mâcon este o comună în departamentul Aube din nord-estul Franței. În 1 ianuarie 2022 avea o populație de 618 de locuitori.